# Charles Barry

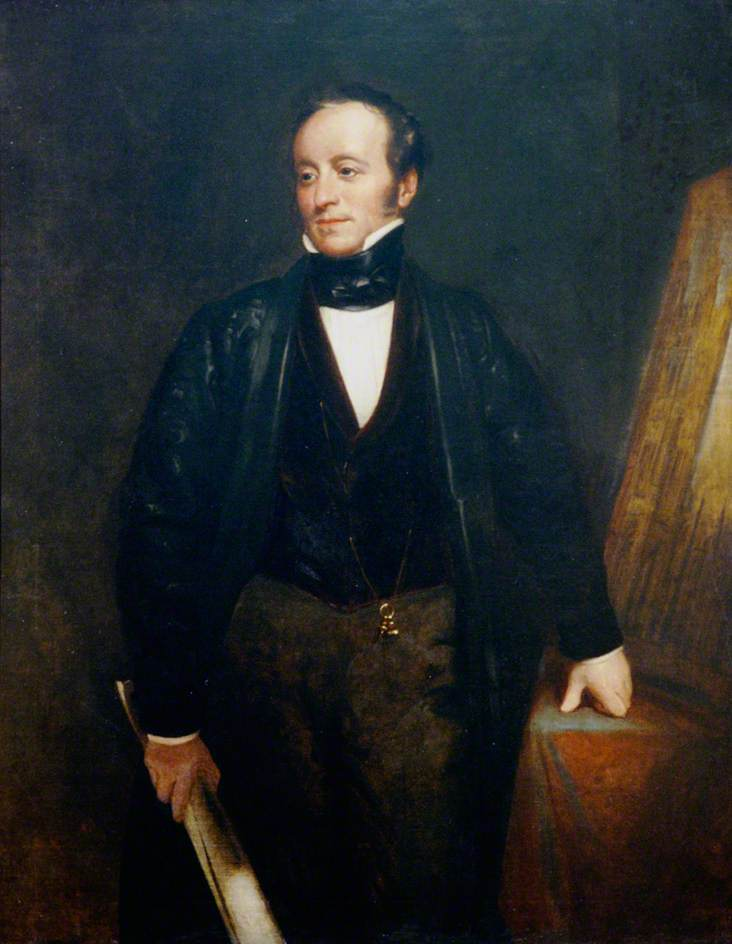
Charles Barry

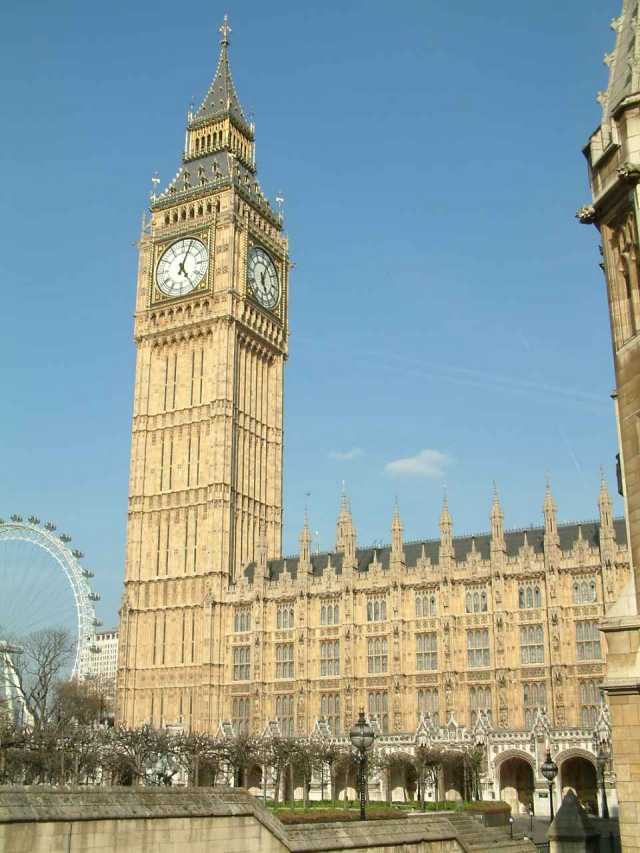
Der Glockenturm des Palace of Westminster – ein berühmtes Bauwerk von Barry

Sir Charles Barry RA (* 23. Mai 1795 in London; † 12. Mai 1860 ebenda) war ein englischer Architekt und Baumeister.

## Leben und Wirken
Nach dem Besuch einer Privatschule und dem Tod seines Vaters Walter Edward Barry investierte Charles Barry sein Erbe in ausgedehnte Reisen. Diese führten ihn in der Zeit von 1817 bis 1820 in den Mittelmeerraum sowie in das Osmanische Reich. Die Renaissance-Bauten Italiens beeindruckten ihn so sehr, dass er beschloss, Architekt zu werden.
In der Folgezeit entwarf er eine Vielzahl von Kirchen, Gebäuden mit repräsentativen Aufgaben und Palästen, beispielsweise in Newbury, Manchester, Brighton und Salford.
Der Durchbruch als Architekt gelang Barry, als er 1836 den Architekturwettbewerb zum Neubau des Palace of Westminster in London gewann, der im Oktober 1834 durch eine Feuersbrunst fast völlig zerstört worden war. Gemeinsam mit dem auf Neugotik spezialisierten Architekten Augustus Welby Northmore Pugin plante er die von 1840 bis 1870 wieder errichtete Anlage. Barry war weiterhin für die Anlage des Trafalgar Square (nach Plänen von John Nash) verantwortlich. Außerdem war er an der Fertigstellung des Lancaster House in London beteiligt.
Im Jahr 1842 wurde er als Mitglied der Royal Academy of Arts und 1849 als Mitglied („Fellow“) in die Royal Society gewählt. 1847 wurde er als assoziiertes Mitglied in die Königliche Akademie der Wissenschaften und Schönen Künste von Belgien aufgenommen. 1852 wurde er zum Ritter geschlagen.
Sein Sohn John Wolfe-Barry war ein renommierter Bauingenieur, baute unter anderem die Tower Bridge und spielte eine führende Rolle bei der Entwicklung von Industriestandards.

## Bauwerke (Auswahl)
- Royal Manchester Institution for the Promotion of Literature, Science And Art in Manchester (1824/25)
- Buile Hill House in Salford (1825 bis 1827)
- Church of All Saints in Manchester (1827)
- Highclere Castle in Hampshire, ca. 6 km südlich von Newbury, südwestlich von London (1839/1842)
- Travellers Club in London (1832)
- Royal College of Surgeons of England in London (1834 bis 1836)
- Palace of Westminster (1840 bis 1870)
- Reform Club in London (1841)
- Trentham Gardens in Staffordshire (1842)
- Erweiterung und Umgestaltung von Dunrobin Castle bei Golspie (1845–1851)
- Gebäude des Finanzministeriums in London (1846 bis 1847)
- Bridgewater House in London (1846)
- Cliveden House in Buckinghamshire (1849)
- Gärten von Dunrobin Castle (1850)
- Gärten der Shrubland Hall in Suffolk (1850)